# 이나오카키타촌
이나오카키타촌(稲岡北村)은 오카야마현 구메군에 있던 촌이다. 
현재의 미사키정 오하라, 니시유키, 요리모토 및 구메난정 야마노죠에 해당한다. 

## 역사
- 1889년 4월 1일 - 정촌제 시행에 수반해 오하라촌, 사이코촌, 야마노죠촌, 요리모토촌이 합병해 구메난조군 이나오카키타촌이 성립하였다.
- 1900년 4월 1일 - 구메키타조군과 합병해 구메군이 되었다.
- 1904년 6월 1일 - 도요오카촌과 합병해 가미촌이 되었다.

## 오아자
- 小原 （おばら）
- 西幸 （さいこう）
- 山ノ城 （やまのじょう）
- 頼元 （よりもと）

## 교통

### 철도
- 서일본 여객철도 쓰야마선

### 도로
- 국도 제53호선

## 참고문헌
- 和泉橋警察署 『新旧対照市町村一覧』第2冊（東京：加藤孫次郎, 1889（明22））
- 地名編纂委員会 『角川日本地名大辞典33 岡山県』（角川学芸出版, 1989, ISBN 4040013301）